# Podreča
Podreča este o localitate din comuna Kranj, Slovenia, cu o populație de 446 de locuitori.